# Tony Currie
Anthony William "Tony" Currie, född 1 januari 1950 i Edgware, England, är en före detta engelsk professionell fotbollsspelare. Han spelade 528 ligamatcher och gjorde 80 mål som mittfältare i främst Sheffield United, Leeds United och Queens Park Rangers under en spelarkarriär som sträckte sig 17 år mellan 1967 och 1984.
Han spelades dessutom 17 landskamper för England och gjorde tre mål.